# Welttag des Tanzes
Der Welttanztag wurde vom Internationalen Komitee des Tanzes des Internationalen Theaterinstitutes (ITI der UNESCO) angeregt, und im Jahr 1982 erstmals ausgerufen, um den Tanz als universelle Sprache in der Welt zu würdigen. Er findet weltweit jedes Jahr am 29. April statt, dem Geburtstag des französischen Tänzers und Choreografen Jean-Georges Noverre (1727–1810), dem Gründer des modernen Ballets.